# عروسک شیطان (فیلم ۱۹۶۹)
عروسک شیطان (ایتالیایی: La bambola di Satana) یک فیلم ترسناک گوتیک ایتالیایی است که در سال ۱۹۶۹ منتشر شد. از بازیگران فیلم می‌توان به ارنا شورر و آئورورا بائوتیستا اشاره کرد.
عروسک شیطان تنها اثر سینمایی فروچیو کاسپینتا در مقام کارگردان است. ارنا شورر بازیگر نقش اول این فیلم، ساخت آن را یک «پروژه دشوار» توصیف کرد و اظهار داشت که دستیار کارگردان آن کسی بود که «در هنگام فیلمبرداری صحنه‌ها، تمام کارها را انجام می‌داد» و کاساپینتا «یک احمق بود که نمی‌توانست هیچ کاری انجام دهد». این فیلم در پومتزیا، پومتزیا و ابروتزو تصویربرداری شد.